# Bono perpetuo
Bono perpetuo es un bono que no tiene fecha de vencimiento. En los bonos perpetuos el emisor paga un cupón para siempre, y no tienen que pagar al vencimiento. También se le suelen llamar bonos perpetuos a los que tienen un vencimiento muy largo, como 100 años. La mayoría de estos bonos son exigibles, es decir, el emisor puede pagar un precio de rescate y cancelar el recurso. Países como México, China, Argentina o Irlanda han emitido bonos a 100 años. Uno de los primeros casos de un bono perpetuo fue la empresa Ferrocarriles de Chicago, que emitió en 1954, con un cupón al 5%, reembolsable en 2054.